# Stazione di Vietri sul Mare-Amalfi
Stazione di Vietri sul Mare-Amalfi vasútállomás Olaszországban, Vietri sul Mare településen.

## Vasútvonalak
Az állomást az alábbi vasútvonalak érintik:
- Nápoly–Battipaglia-vasútvonal

## Kapcsolódó állomások
A vasútállomáshoz az alábbi állomások vannak a legközelebb:
- Stazione di Cava dei Tirreni (Stazione di Napoli Campi Flegrei)
- Stazione di Duomo-Via Vernieri (Stazione di Salerno)